# Asia Cup 2008
Der Asia Cup 2008 war die 9. Ausgabe des Cricketwettbewerbes für asiatische Nationalmannschaften der im ODI-Format ausgetragen wird. Im Finale konnte sich Sri Lanka gegen Indien mit 100 Runs durchsetzen.

## Teilnehmer
Die Teilnehmer waren Gastgeber Sri Lanka, die restlichen drei Nationen mit Teststatus, sowie Hongkong und die Vereinigten Arabischen Emirate.
| - Bangladesch - Hongkong - Indien - Pakistan - Sri Lanka - Ver. Arab. Emirate |

## Format
In einer Gruppenphase wurden die Teams in zwei Gruppen mit jeweils drei Teams aufgeteilt. Innerhalb der Gruppen spielte jedes Team gegen jedes andere. Der Sieger eines Spiels bekam 2 Punkte, für ein Unentschieden oder No Result gibt es 1 Punkt. Die beiden Gruppenersten spielen im Anschluss zusammengefasst in einer Gruppe das Super 4. Wieder spielte jede Mannschaft gegen jede. Die beiden Gruppensieger der Vorrunde bekamen zwei Bonuspunkte. Die beiden Gruppenersten qualifizierten sich für das Finale und spielten dort den Turniersieger aus.

## Stadien
Die folgenden Stadien wurden für das Turnier vorgesehen.
| Stadion          | Stadt   | Kapazität |
| ---------------- | ------- | --------- |
| National Stadium | Karachi | 34.228    |
| Gaddafi Stadium  | Lahore  | 60.000    |

## Vorrunde

### Gruppe A
Tabelle
|                    | Sp. | S | N | R | BP | Punkte | NRR    |
| ------------------ | --- | - | - | - | -- | ------ | ------ |
| Sri Lanka          | 2   | 2 | 0 | 0 | 0  | 4      | +2.310 |
| Bangladesch        | 2   | 1 | 1 | 0 | 0  | 2      | −0.350 |
| Ver. Arab. Emirate | 2   | 0 | 2 | 0 | 0  | 0      | −2.380 |

Spiele
| 24. Juni Scorecard | Lahore | Bangladesch 300-8 (50)          | – | Ver. Arab. Emirate 204 (45.4) |
|                    |        | Bangladesch gewinnt mit 96 Runs |   |                               |

| 25. Juni Scorecard | Lahore | Sri Lanka 357-9 (50)           | – | Bangladesch 226-7 (50) |
|                    |        | Sri Lanka gewinnt mit 131 Runs |   |                        |

| 26. Juni Scorecard | Lahore | Sri Lanka 290-9 (50)           | – | Ver. Arab. Emirate 148 (36.3) |
|                    |        | Sri Lanka gewinnt mit 142 Runs |   |                               |

### Gruppe B
Tabelle
|          | Sp. | S | N | R | BP | Punkte | NRR    |
| -------- | --- | - | - | - | -- | ------ | ------ |
| Indien   | 2   | 2 | 0 | 0 | 0  | 4      | +3.190 |
| Pakistan | 2   | 1 | 1 | 0 | 0  | 2      | +1.170 |
| Hongkong | 2   | 0 | 2 | 0 | 0  | 0      | −4.110 |

Spiele
| 24. Juni Scorecard | Karachi | Pakistan 288-9 (50)           | – | Hongkong 133 (37.2) |
|                    |         | Pakistan gewinnt mit 155 Runs |   |                     |

| 25. Juni Scorecard | Karachi | Indien 374-4 (50)           | – | Hongkong 118 (36.5) |
|                    |         | Indien gewinnt mit 256 Runs |   |                     |

| 26. Juni Scorecard | Karachi | Pakistan 299-4 (50)          | – | Indien 301-4 (42.1) |
|                    |         | Indien gewinnt mit 6 Wickets |   |                     |

## Super 4
Tabelle
|             | Sp. | S | N | R | BP | Punkte | NRR    |
| ----------- | --- | - | - | - | -- | ------ | ------ |
| Sri Lanka   | 3   | 2 | 1 | 0 | 2  | 6      | +1.363 |
| Indien      | 3   | 2 | 1 | 0 | 2  | 6      | +0.250 |
| Pakistan    | 3   | 2 | 1 | 0 | 0  | 4      | +0.924 |
| Bangladesch | 3   | 0 | 3 | 0 | 0  | 0      | −2.665 |

Spiele
| 28. Juni Scorecard | Karachi | Bangladesch 283-6 (50)       | – | Indien 284-3 (43.2) |
|                    |         | Indien gewinnt mit 7 Wickets |   |                     |

| 29. Juni Scorecard | Karachi | Sri Lanka 302-7 (50)          | – | Pakistan 238-9 (50) |
|                    |         | Sri Lanka gewinnt mit 64 Runs |   |                     |

| 30. Juni Scorecard | Karachi | Sri Lanka 332-8 (50)           | – | Bangladesch 174 (38.3) |
|                    |         | Sri Lanka gewinnt mit 158 Runs |   |                        |

| 2. Juli Scorecard | Karachi | Indien 308-7 (50)              | – | Pakistan 309-2 (45.3) |
|                   |         | Pakistan gewinnt mit 8 Wickets |   |                       |

| 3. Juli Scorecard | Karachi | Sri Lanka 308-8 (50)         | – | Indien 310-4 (46.5) |
|                   |         | Indien gewinnt mit 6 Wickets |   |                     |

| 4. Juli Scorecard | Karachi | Bangladesch 115 (38.2)          | – | Pakistan 116-0 (19.4) |
|                   |         | Pakistan gewinnt mit 10 Wickets |   |                       |

## Finale
| 6. Juli Scorecard | Karachi | Sri Lanka 273 (49.5)           | – | Indien 173 (39.3) |
|                   |         | Sri Lanka gewinnt mit 100 Runs |   |                   |